# Kariopteris

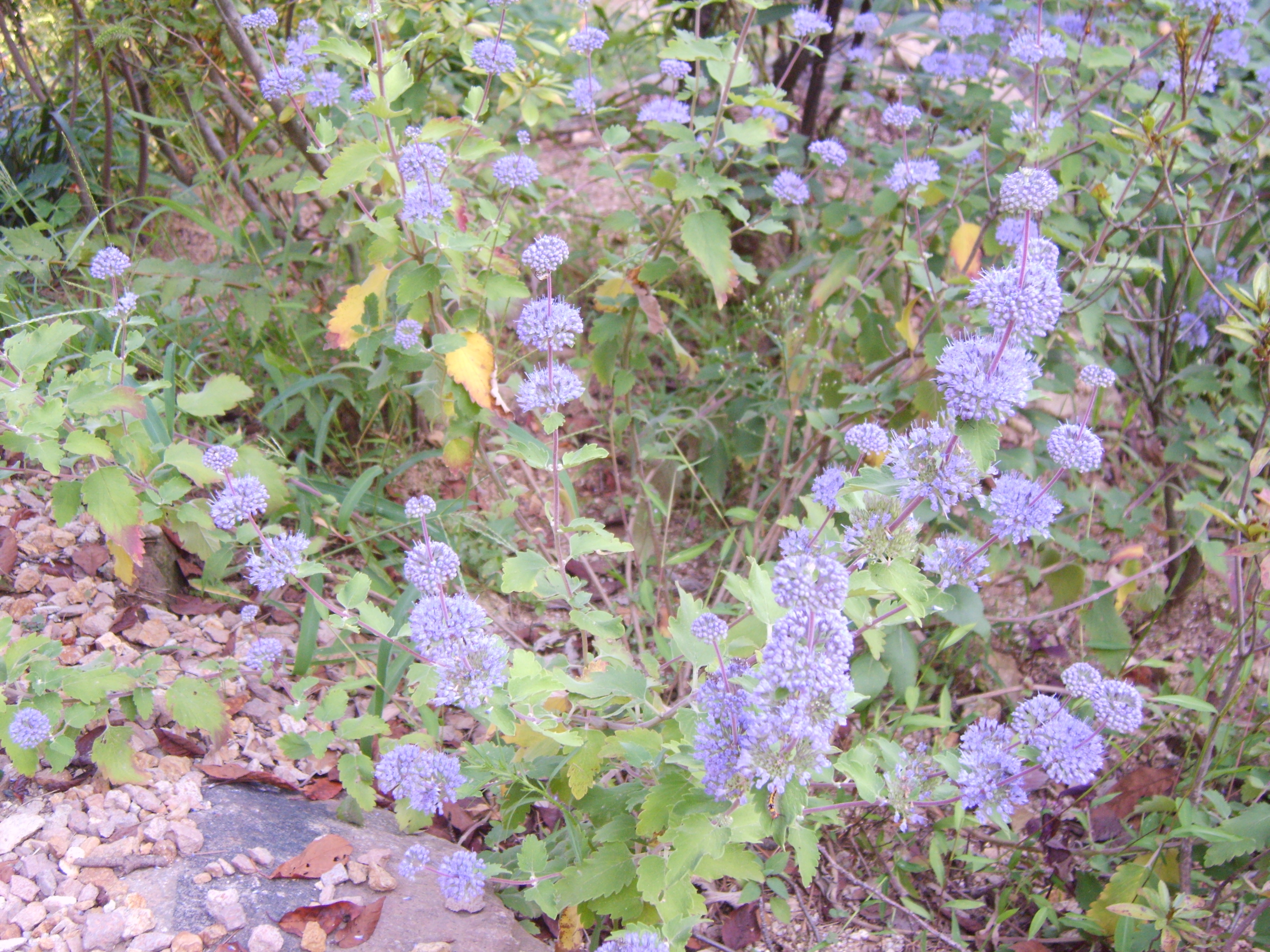
Barbula szara

Kariopteris, barbula (Caryopteris) – rodzaj roślin należących do rodziny jasnotowatych. Obejmuje 7–8 gatunków, aczkolwiek jeszcze niedawno włączano do niego 14–16 gatunków.
Rośliny te występują w Chinach, zwłaszcza w południowo-zachodniej ich części. Na północy kraju i w Mongolii rośnie kariopteris mongolski, a kariopteris szary poza Chinami rośnie na Półwyspie Koreańskim i w Japonii. Rosną na górskich stokach, w zaroślach i na przydrożach, często w miejscach suchych i skalistych. 
Kariopteris szary wykorzystywany jest w chińskiej medycynie. Gatunek ten oraz jego mieszaniec z kariopterisem mongolskim – kariopteris angielski C. × clandoniensis są uprawiane jako rośliny ozdobne, przy czym szczególnie cenione są rozmaite odmiany uprawne mieszańca wyróżniające się jaskrawoniebieskimi kwiatami i często barwnymi liśćmi. Rośliny z tego rodzaju nie są w pełni mrozoodporne w warunkach środkowoeuropejskich i wskazane jest okrywanie zimą dolnej części ich pędów. Najlepiej rosną na glebie wapiennej w miejscach słonecznych. Rośliny są silnie aromatyczne.

## Morfologia

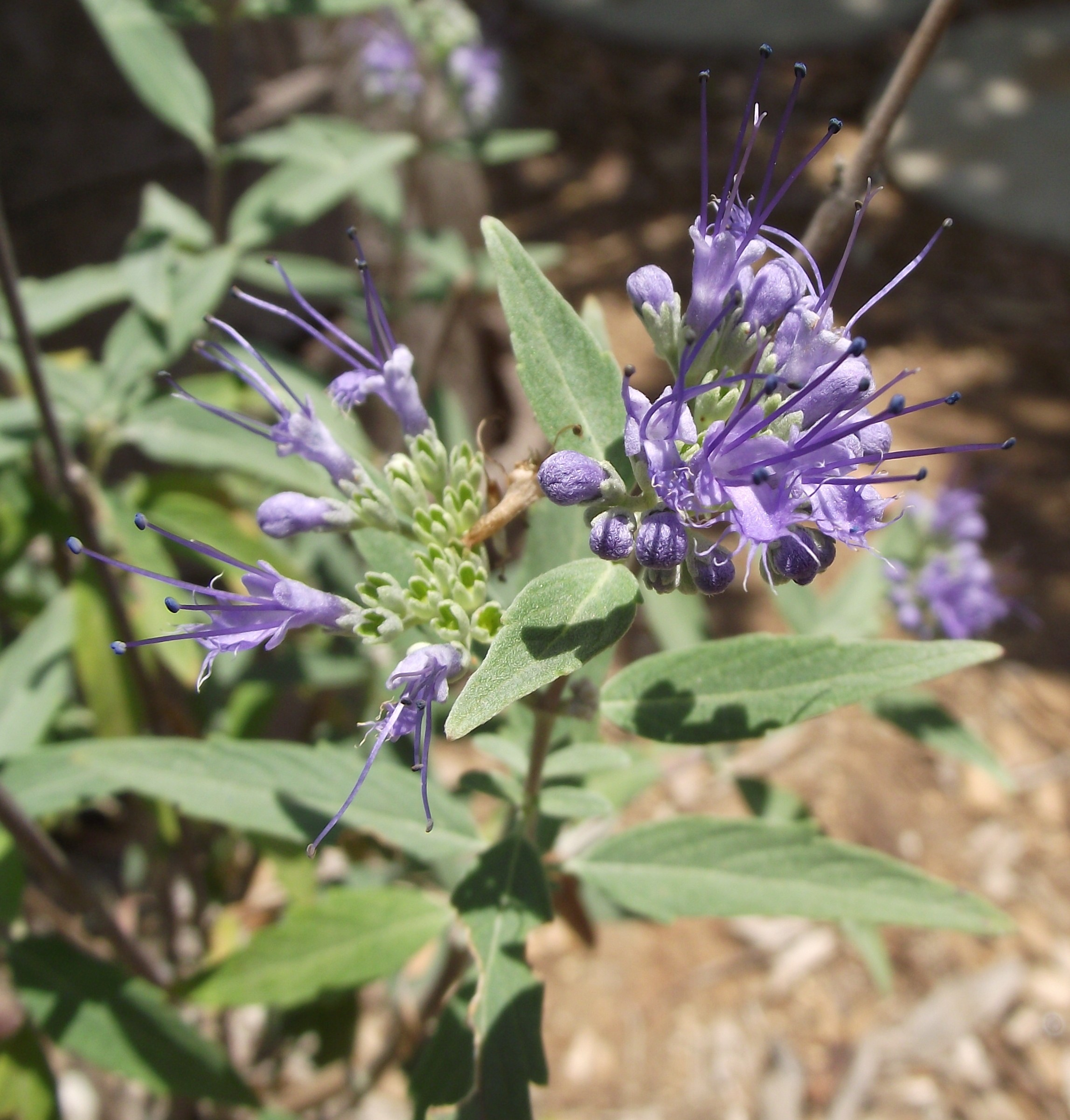
Kariopteris angielski

PokrójNiskie krzewy i półkrzewy. Pędy okrągłe lub czterokanciaste pokryte włoskami gwiazdkowatymi lub tarczkowatymi, rzadziej pojedynczymi lub haczykowatymi.
LiścieSezonowe, naprzeciwległe, ogonkowe, pojedyncze, ząbkowane lub całobrzegie. Często z lśniącymi gruczołkami.
KwiatyDrobne, zebrane w wierzchotkach wyrastających w kątach liści i na szczycie pędu, pozbawione przysadek. Kielich promienisty z 5 łatkami,  powiększający się w czasie owocowania. Korona z 5 płatkami u nasady zrośniętymi w krótką rurkę, zakończona 5 łatkami, słabo grzbiecista (dwuwargowa). Końce płatków całobrzegie, ząbkowane lub frędzlowate. Cztery pręciki wystające z rurki korony, z prostymi nitkami. Zalążnia czterokomorowa z szyjką słupka zwieńczoną dwudzielnym znamieniem.
OwoceRozłupnie, rozpadające się na cztery łódeczkowate i nieco oskrzydlone rozłupki/orzeszki.

## Systematyka
Rodzaj umieszczany był tradycyjnie w obrębie rodziny werbenowatych Verbenaceae, później włączony został do jasnotowatych Lamiaceae do podrodziny Ajugoideae. Pierwotnie wyróżniano w jego obrębie kilkanaście gatunków, ale w takim ujęciu rodzaj był polifiletyczny. Gatunki tu zaliczane trafiły ostatecznie do 6 rodzajów: Caryopteris, Discretitheca, Pseudocaryopteris, Rubiteucris, Schnabelia i Tripora. W obrębie rodzaju pozostało 7–8 gatunków. Rodzajem siostrzanym dla Caryopteris jest Trichostema, a te dwa siostrzane są z kolei dla Amethystea. 
Wykaz gatunków
- Caryopteris forrestii Diels
- Caryopteris glutinosa Rehder
- Caryopteris incana (Thunb. ex Houtt.) Miq. – kariopteris szary, barbula szara
- Caryopteris jinshajiangens is Y.K.Yang & X.D.Cong
- Caryopteris minor (C.Pei & S.L.Chen ex C.Y.Wu) C.L.Xiang
- Caryopteris mongholica Bunge – kariopteris mongolski, barbula mongolska
- Caryopteris tangutica Maxim.
- Caryopteris trichosphaera W.W.Sm.
- Caryopteris × clandoniensis Simmonds – kariopteris angielski, barbula klandońska